# Adriano Correia
Adriano Correia Claro, cunoscut mai ales ca Adriano (n. 26 octombrie 1984), este un jucător brazilian de fotbal, care evoluează pentru echipa turca Beșiktaș.